# Balthasar Burkhard
Balthasar Burkhard (24. prosince 1944, Bern – 16. dubna 2010, tamtéž) byl švýcarský fotograf, který je uznáván za své velkoformátové monochromatické fotografické série.

## Život
Narodil se v roce 1944 v Bernu a fotografem se vyučil u Kurta Bluma. Po otevření svého fotostudia v roce 1965, byl zaměstnán jako dokumentární fotograf u Kunsthalle Bern a úzce spolupracoval s kurátorem Haraldem Szeemannem a portrétoval celou řadu umělců.
To vyvolalo u Burkharda zájem o současné umění. Mezinárodní pozornosti se mu dostalo v roce 1969 prostřednictvím výstavy velkoformátových fotografií, které vytvořil společně s umělcem Markusem Raetze, která obsahovala Raetzovy studie v měřítku 1:1. Burkhard a Raetz byli z prvních umělců na světě, kteří vystavili fotografie vytištěná přímo na plátna pomocí vlastní techniky.
Po přestěhování do USA se Burkhard pokusil najít práci jako herec v Hollywoodu v domnění, že jeho tvář by byla vhodná pro film jako darebák. Místo toho byl však jmenován jako hostující přednášející oboru fotografie na University of Illinois v Chicagu, kde učil v období 1976 - 1978. Jeho první specializovanou výstavu v roce 1977 v Zolla/Lieberman Gallery v Chicagu následovaly pravidelné stáže v New Yorku a také účast na filmových projektech.
Po návratu do Švýcarska v roce 1983, pracoval v La Chaux-de-Fonds a v Bernu, spolupracoval s několika dalšími umělci. Jeho práce byly pravidelně vystavovány po celém světě, někdy až ve 20 skupinových výstavách najednou. V letech 1990 až 1992 Burkhard učil jako hostující docent na École des Beaux-Arts de Nîmes přičemž se přestěhoval do Francie v roce 1990. Ke konci 20. století se soustředil na městskou fotografii a režíroval film Ciudad. V roce 2007 se oženil s Vidou Rudisovou, učitelkou, kterou poznal v Chicagu.

## Dílo
Burkhard, který téměř vždy pracoval s černobílou fotografií, se nejvíce proslavil svými velkoformátovými fotografickými sériemi.
Tyto obrazy byly popsány jako "jasně vymezené předměty, které pečlivě extrahuje jeden po druhém z jejich kontextu", jako například fotografie paže, která zaplnila celý výstavní sál v Basler Kunsthalle v roce 1983.
Jeho práce byla oceněna za svou „hermetičnost“ a „poetickou hloubku“ a autor byl charakterizován jako "hyperrealistický snílek".
Burkhard a jeho práce jsou předmětem epizody z roku 2005 dokumentárního seriálu PHOTOsuisse, kterou natočila televizní stanice 3sat. Jeho fotografie byly zveřejněny v několika knihách označovaných jako coffee-table book.